# دیوید فلورانس
دیوید فلورانس (انگلیسی: David Florence؛ زادهٔ ۸ اوت ۱۹۸۲) قایقران کانو اهل بریتانیا است.
وی در مسابقات کشوری و بین‌المللی در مجموع برندهٔ ۴ مدال طلا، ۵ مدال نقره، ۱۳ مدال برنز شده‌است.